# Bílý Kostel nad Nisou
Bílý Kostel nad Nisou (německy Weißkirchen a. d. Neiße) je obec a vesnice na severu Čech, v okrese Liberec, v Libereckém kraji. Leží 3 km západně od Chrastavy, 11 km severozápadně od Liberce a 7 km jihovýchodně od Hrádku nad Nisou. Vsí pod ještědsko-kozákovským hřbetem protéká Lužická Nisa. Žije zde přibližně 1 100 obyvatel.
Vesnice leží při silnici I. třídy č. 35 z Hrádku nad Nisou do Liberce, s oběma městy má také železniční spojení – trať 089. Obcí též prochází silnice I. třídy č. 13 (E442) z Liberce na Děčín. Ve vsi je mateřská a první stupeň základní školy.

## Historie
Vesnici v údolí řeky Nisy založili ve 13. století němečtí kolonisté, kteří sem byli pozváni přemyslovskými panovníky. Jedná se o vesnici lánového typu. Sami tehdejší obyvatelé nazývali svou ves Heinrichsdorf, tedy Jindřichov, patrně podle tehdejšího majitele panství Jindřicha z Donína. V záznamech se však také objevuje latinský název Henrici Villa. Když byl ve 14. století postaven v obci kostelík se zdaleka viditelnou bílou omítkou, objevil se v historických materiálech také další latinský název Alba Ecclesia, tedy Bílý Kostel (německy nejprve Weysskirch, pak Weisskirchen). Obživu obyvatelům zajišťovala hornická činnost, těžily se zde kovové rudy a byla zde huť na tavení stříbra.
Největší rozvoj obce nastal, když byla obcí roku 1859 postavena liberecko-žitavská železnice a roku 1867 bylo přímo v obci dostavěno nádraží. V této době zde vzniklo i několik textilních továren a papírna. Během druhé světové války bylo v objektu firmy Jäger ubytováno téměř tisíc židovských dívek a žen z Francie a Nizozemska, které pracovaly v chrastavském závodě Spreewerke. Po odsunu německých obyvatel byla obec osídlena českým obyvatelstvem.
V roce 1958 a 2010 způsobila ve vsi značné škody rozvodněná Nisa.

## Části obce
- Bílý Kostel nad Nisou
- Panenská Hůrka (Frauenberg) na úpatí Dlouhé hory vznikla jako hornická osada již ve středověku. První zmínka o vsi je z roku 1475. Před rokem 1563 byla povýšena na horní městečko. Doly na měď a stříbro byly opuštěny v 18. století. Dnes má obec rekreační ráz.
- Pekařka (Bäckenhain) je tradičně zemědělská obec.

## Zajímavosti a pamětihodnosti
- Roimund (někdy také Raimund, případně Rajmond, Roimont nebo Roynungen) – bývalý strážní hrad, postavený roku 1347 Janem z Donína, později se však stal útočištěm loupeživých band a byl kolem roku 1512 rozbořen. Dnes z něj zbývají jen zbytky hradeb a příkopů.
- Kostel sv. Mikuláše – ze 17. století, v roce 1732 přestavěn do barokního slohu
- Socha sv. Jana Nepomuckého
- Muzeum másla a chleba[5]

## Galerie

Bílý kostel nad Nisou
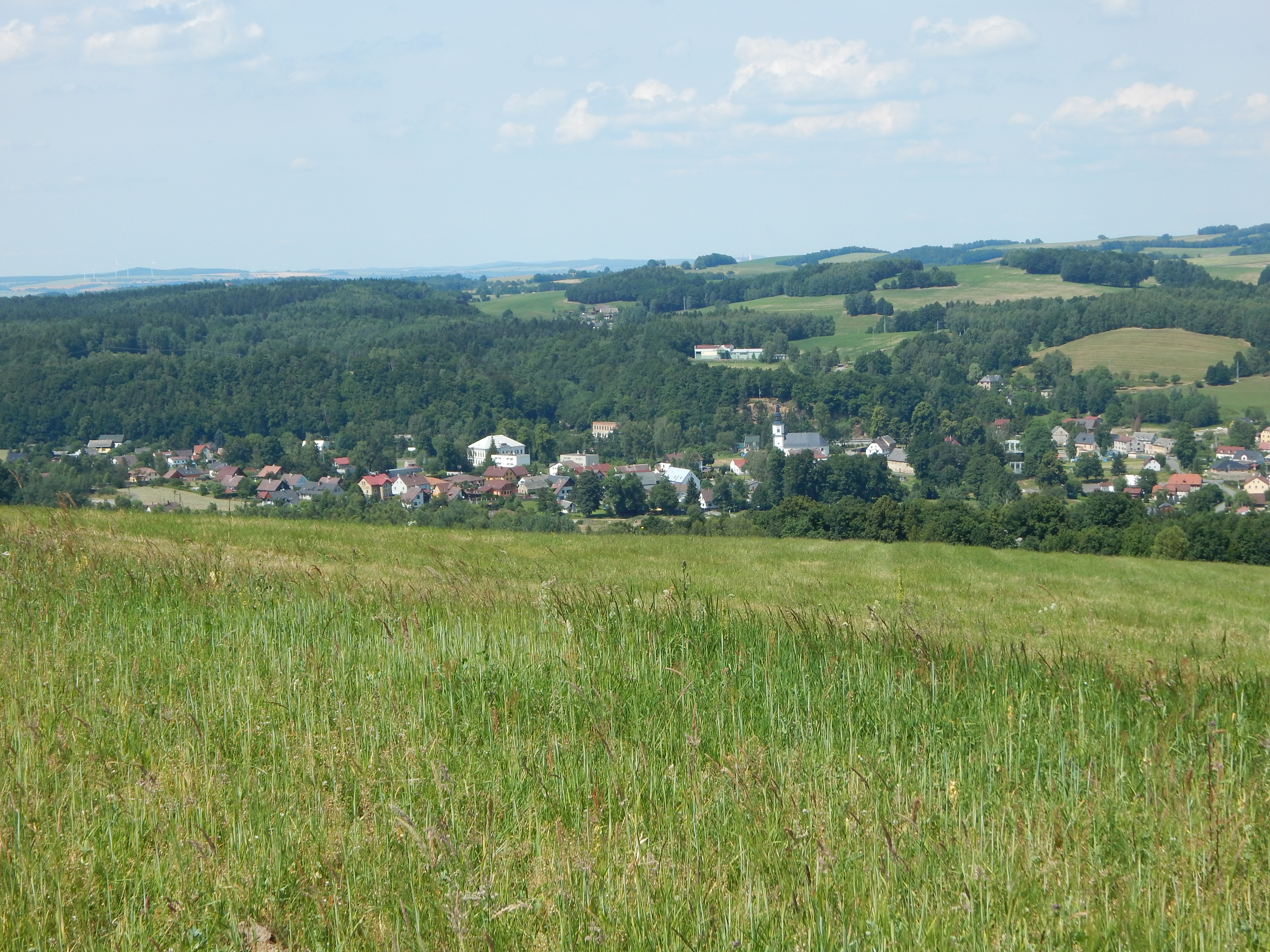
Pohled na vesnici
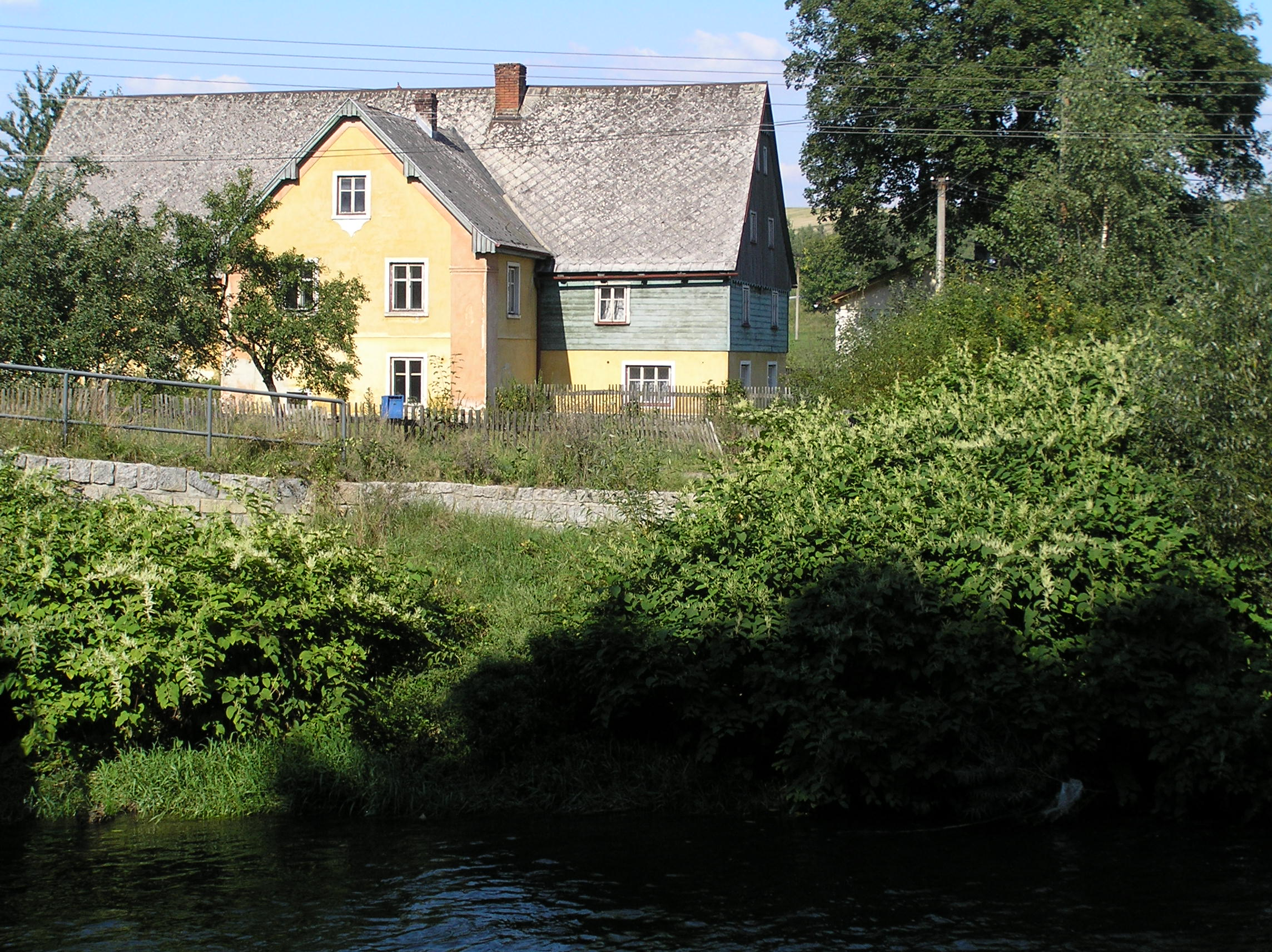
Lidová architektura
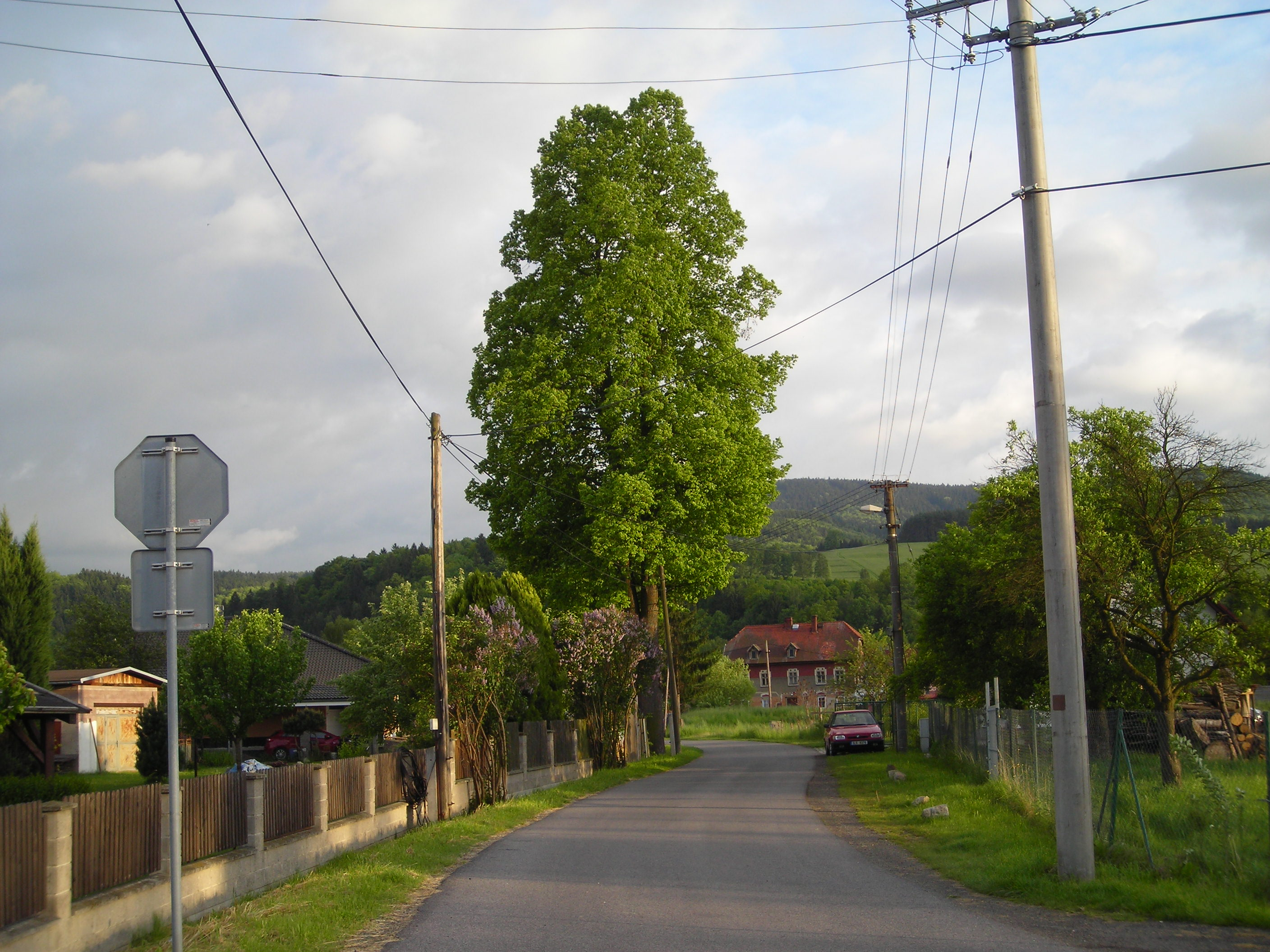
Místní komunikace
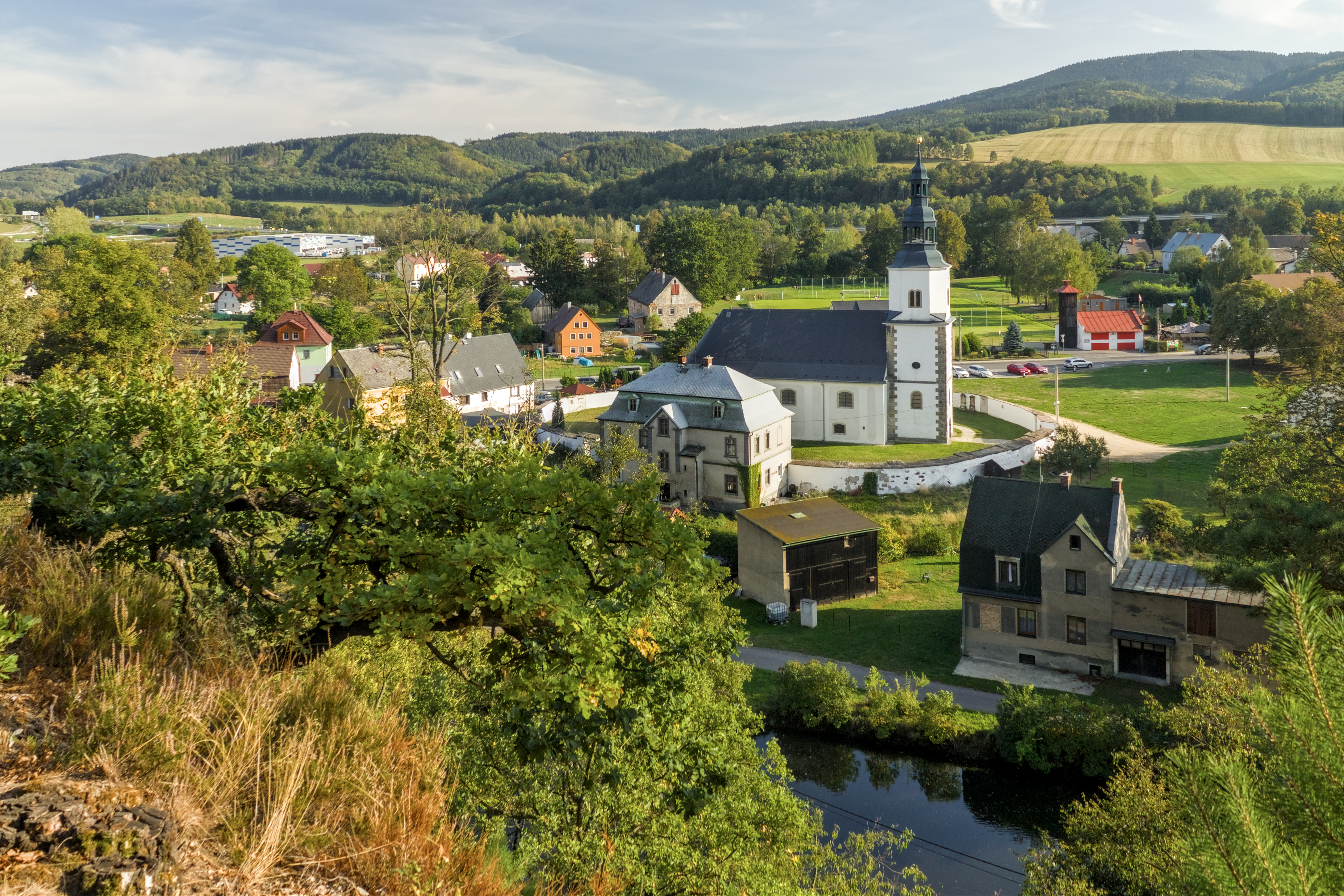
Střed obce
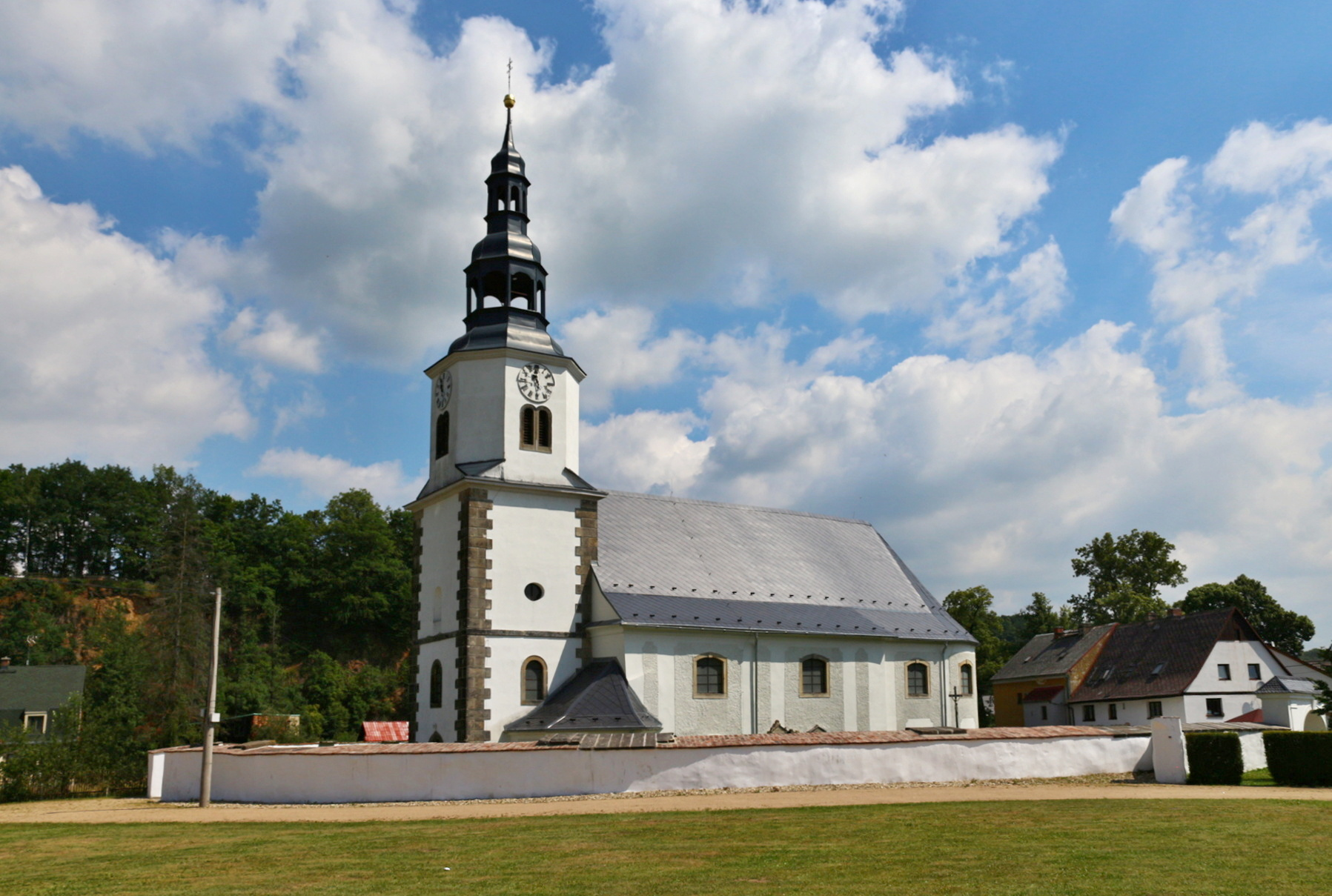
Kostel sv. Mikuláše
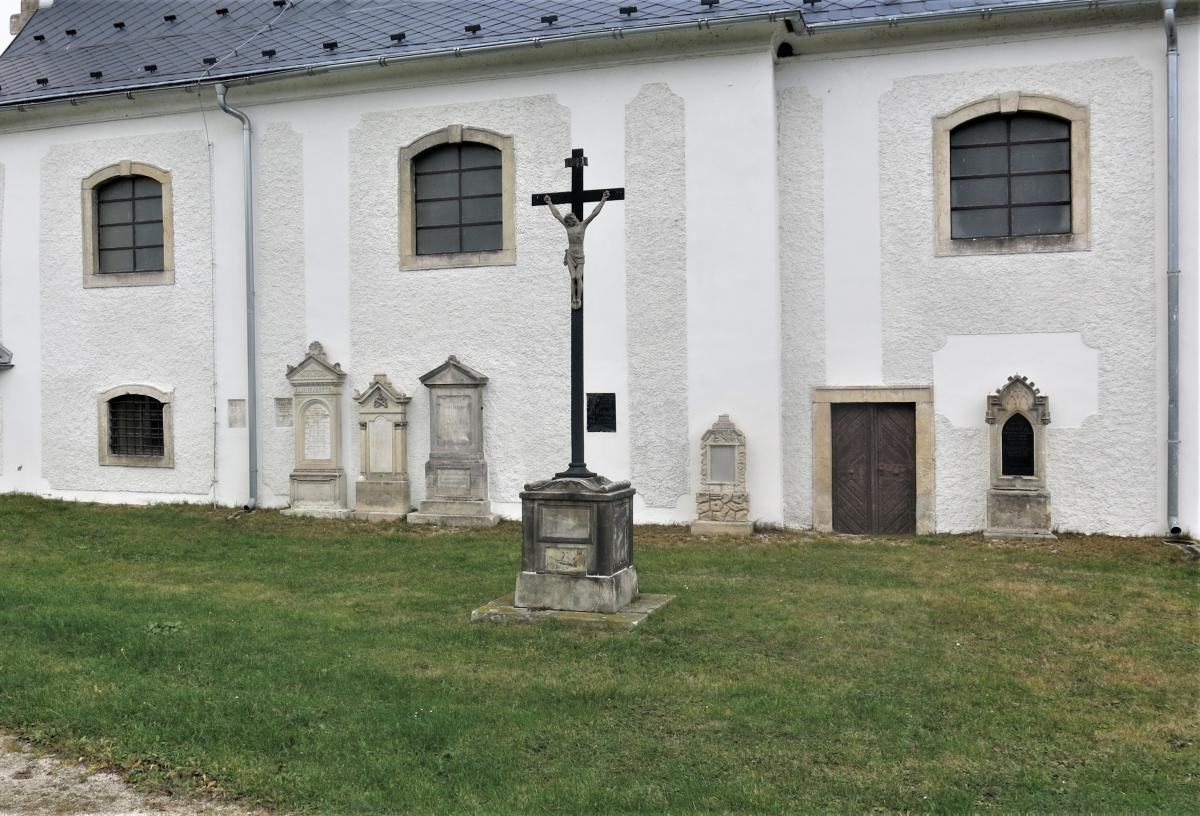
Kříž a náhrobky u zdi kostela